# John Wells Foster
John Wells Foster, född 4 mars 1815 i Petersham, Massachusetts, död 29 juni 1873 i Chicago, var en amerikansk ingenjör och geolog.
Foster var verksam vid Ohios geologiska undersökning och undersökte bland annat även koppar- och järnförekomsterna i Michigandistriktet. Av hans skrifter kan särskilt nämnas Report on the Geology and Topography of the Lake Superior Land District in the State of Michigan (två band, 1850-59), The Mississippi Valley (1869) samt Prehistoric Races of the United States of America (fjärde upplagan 1878).